# Hartköpfchen
In die Fischgattung der Hartköpfchen (Craterocephalus) werden heute 25 beschriebene Süß- bzw. Brackwasser bewohnende Arten gestellt. Die Gattung gehört zu den Altweltlichen Ährenfischen und kommt in Australasien vor. Sie ist unter Australiens Süsswasserfischgattungen die artenreichste und eine der am weitesten verbreiteten.

## Merkmale
Hartköpfchen sind gestreckte, spindelförmige, typischerweise fünf bis zehn Zentimeter große Fische. Die silbrigen Fischchen haben eine geteilte Rückenflosse, relativ hoch an den Seiten angesetzte Brustflossen, einen dünnen silbrigen mittleren Längsstreifen und keine Seitenlinie.

## Vorkommen
Hartköpfchen bewohnen Seen und Flüsse im Inneren Australiens und Neuguineas (19 Arten) bis in den Küstenbereich (5 Arten). Eine Art lebt im äußersten Osten Timors.
Einige Arten kommen nur in einem eng begrenzten Gebiet vor. Die im Süßwasser vorkommenden Arten bewohnen unterschiedliche Habitate, u. a. Bäche in hochgelegenem Regenwald, trübe Tieflandflüsse sowie warme Quellen und periodisch fließende Gewässer in ariden Gebieten. C. cuneiceps und C. eyresii tolerieren Salinitäten bis zu 70 bzw. 100 ‰, während C. dalhousiensis bei Wassertemperaturen um 41 °C angetroffen wurde.

## Lebensweise und Fortpflanzung
Hartköpfchen kommen in Gruppen vor. Die Fische sind Allesfresser und fressen in der Natur überwiegend kleine Wirbellose, Algen und Fischeier. Die Lebenserwartung in der Natur wird auf zwei bis drei Jahre geschätzt.
Die Geschlechtsreife tritt mit etwa drei bis vier Zentimetern Länge am Ende des ersten Lebensjahres ein. Sie laichen das ganze Jahr über (am intensivsten im Frühjahr und Sommer mit bis zu 85 Eiern pro Tag) paarweise am Boden in Unterwasservegetation ab. Die ein bis zwei Millimeter großen Eier haben Klebefäden, so dass sie dort haften bleiben. Die Larven schlüpfen nach ein bis zwei Wochen.

## Nutzung
Craterocephalus stercusmuscarum und Craterocephalus stramineus haben in Australien eine geringe Bedeutung als Aquarienfische. In Neuguinea werden die Hartköpfchen von der Bevölkerung lokal gelegentlich als Speisefisch verwendet.

## Systematik
Die 2011 aus dem Lakamora-See im Süden der Provinz Papua beschriebene Art Sashatherina giganteus wird als nächster Verwandter der Arten aus der Gattung Craterocephalus angesehen.
In der Gattung Craterocephalus sind 25 Arten zusammengefasst, die in fünf phylogenetische Gruppen eingeteilt werden.
Die im Süßwasser lebenden Arten haben vermutlich Vorfahren marinen Ursprungs, die in Binnen-Salzwasser lebten und sich dann sukzessive an Süßwasserhabitate anpassten. Die ursprünglichsten der Süßwasserarten sind nach vergleichenden genetischen Untersuchungen die Gruppe mit C. honoriae und C. mugiloides.
Arten aus Australien:
- Craterocephalus amniculus Crowley & Ivantsoff, 1990
- Craterocephalus capreoli Rendahl, 1922
- Craterocephalus centralis Crowley & Ivantsoff, 1990
- Craterocephalus cuneiceps Whitley, 1944
- Craterocephalus dalhousiensis Ivantsoff & Glover, 1974
- Craterocephalus eyresii (Steindachner, 1884)
- Craterocephalus fluviatilis McCulloch, 1913
- Craterocephalus gloveri Crowley & Ivantsoff, 1990
- Craterocephalus helenae Ivantsoff, Crowley & Allen, 1987
- Craterocephalus honoriae Ogilby, 1912
- Craterocephalus lentiginosus Ivantsoff, Crowley & Allen, 1987
- Craterocephalus marianae Ivantsoff, Crowley & Allen, 1987
- Craterocephalus marjoriae Whitley, 1948
- Craterocephalus mugiloides McCulloch, 1912
- Craterocephalus munroi Crowley & Ivantsoff, 1988
- Craterocephalus pauciradiatus (Günther, 1861)
- Craterocephalus stercusmuscarum (Günther, 1867)
- Craterocephalus stramineus (Whitley, 1950)

Arten aus Neuguinea, südlich des Zentralmassivs:
- Craterocephalus fistularis Crowley, Ivantsoff & Allen, 1995
- Craterocephalus kailolae Ivantsoff, Crowley & Allen, 1987
- Craterocephalus lacustris Trewavas, 1940
- Craterocephalus nouhuysi (Weber, 1910)
- Craterocephalus pimatuae Crowley, Ivantsoff & Allen, 1991
- Craterocephalus randi Nichols & Raven, 1934

Arten aus Osttimor:
- Craterocephalus laisapi Larson, Ivantsoff & Crowley, 2005 [3]